# Реакция Штаудингера
Реакция Штаудингера — метод синтеза фосфазенов (иминофосфоранов) взаимодействием азидами и фосфинами (или фосфитами), открыт в 1919 году Германом Штаудингером:
R3P  +  R'N3 {\displaystyle \to }   R3P=NR'  +  N2
Фосфазены, образовавшиеся в реакции, затем вводятся в дальнейшие превращения. Так, гидролиз фосфазенов, ведущий к образованию амина и фосфиноксида используется в качестве метода мягкого восстановления азидов в амины (восстановление по Штаудингеру):
{\displaystyle {\mathsf {R_{3}P{\text{=}}NR^{1}+H_{2}O\rightarrow R^{1}NH_{2}+R_{3}P{\text{=}}O}}}
Взаимодействие фосфазенов с карбонильными соединениями используется как метод синтеза иминов (иминирование по Штаудингеру):
{\displaystyle {\mathsf {R_{3}P{\text{=}}NR^{1}+R_{2}^{2}CO\rightarrow R_{2}^{2}C{\text{=}}NR^{1}+R_{3}P{\text{=}}O}}},
при использовании в качестве карбонильного компонента изоцианатов такое иминирование ведет к образованию карбодиимидов:
R3P=NR1 + R2N=C=O {\displaystyle \to } R2N=C=NR1 + R3PO

## Механизм реакции
В основе реакции лежит нуклеофильное присоединение фосфина к терминальному атому азота азидной группы с образованием фосфазида. После образования циклического интермедиата и отщепления молекулярного азота образуется иминофосфоран, который также можно представить в аза-илидной форме с разделением зарядов.

## Модификации
В 2000 группой К. Бертоцци была предложена модификация реакции Штаудингера, в которой была применена электрофильная ловушка — метиловый эфир карбоновой кислоты, улавливающий аза-илидный интермедиат с образованием амида и окиси фосфина. В отличие от обычной реакции Штаудингера, в данном случае оба продукта ковалентно связаны, поэтому такая модификация получила название «лигирование по Штаудингеру» и широко применялась в химической биологии и биоконъюгации.